# 水野美術館
水野美術館（みずのびじゅつかん、英: Mizuno Museum of art）は、長野県長野市若里にある美術館。運営は公益財団法人水野美術館。きのこ生産を営むホクト株式会社の創業者である実業家・水野正幸（1940年 - 2009年）が長年かけて収集した近・現代の日本画（水野コレクション）をもとに、2002年（平成14年）に開館した。

## 概要
3階建てで4つの展示室を持つ美術館と、その正面に広がる日本庭園から成る。館内には刊行物、美術館関連グッズ、ホクト株式会社商品（一部）等を取り扱うミュージアムショップ、庭園に面した和食レストラン「四季彩MIZUNO」がある。
ワークショップや、レクチャーなど教育普及活動も活発に行っている。

### 水野コレクション
水野コレクションは、明治期、新たな時代にふさわしい「日本画」の創造という岡倉天心の理想に共感し、その実現に邁進した橋本雅邦・横山大観・下村観山・菱田春草ら、近代日本画の確立に寄与した巨匠たちの作品を核とし、川合玉堂や堅山南風、戦後活躍した、杉山寧・奥田元宋・加山又造・髙山辰雄らの作品約500点で構成されている。
特に、地元信州の飯田市出身である菱田春草については作品収集に力を入れ、盟友として知られる横山大観との合作も含めると36点を所蔵しており、全国一のコレクションとなっている。
若き日の横山大観が手掛けた作品であり、少なくとも3点存在していることが知られている「無我」のうち1点は当コレクションに収められている（他の2点は東京国立博物館、足立美術館がそれぞれ所蔵している。3点のうち当コレクションの作品が一番後に描かれた（1897年作）ものという）。当コレクションに収められる前はほとんど世に出ることはなかったが、当館所蔵後は年1回のペースで公開されている。
上村松園・鏑木清方・伊東深水らの美人画も充実。幅広い魅力をもった日本画の世界を堪能することができる。

## 沿革
- 2002年（平成14年）7月 - 水野美術館開館。
- 2003年（平成15年） - 美術館建物と庭園が第16回長野市景観賞に選出[3][4]。
- 2006年（平成18年） - 財団法人水野美術館、特定公益増進法人の認可を受ける。
- 2009年（平成21年）1月 - 創設者・理事長の水野正幸が死去し、水野雅義が理事長に就任。
- 2011年（平成23年） - 「公益財団法人　水野美術館」に法人組織を移行。
- 2019年（令和元年）11月25日～2020年（令和2年）4月10日 - 大規模改修工事のため長期休館[5]。
- 2020年（令和2年）4月11日 - 新型コロナウイルス感染症が流行している状況を受け、引き続き臨時休館[6]。同年6月2日に再開館した[7]。

## 主な収蔵作家
- 日本画：橋本雅邦・横山大観・下村観山・菱田春草・川合玉堂・堅山南風・杉山寧・奥田元宋・加山又造・髙山辰雄・上村松園・鏑木清方・伊東深水・岩波昭彦

## 交通
- 長野駅東口21番乗り場から長電バス。15系統日赤線、水野美術館行き・水野美術館経由アークス中央行きに乗車、「水野美術館」下車。
  - 所要約10分。本数は30分毎。水野美術館行き・水野美術館経由アークス中央行き（往路）は水野美術館入口前（降車のみ取り扱いの便あり）、長野駅東口行き（復路）は同館構内駐車場に停車。開館時間中のみ入構・停車し他時間帯は経由しない。運賃180円。
  - 同線ビッグハット行き（平日1便のみ）は「水野美術館前」に停車（降車のみ取り扱い）。運賃180円。
  - 長電バスは日曜日運休。土曜日・祝日は土・祝ダイヤで運行。祝日と日曜日が重なった場合は運休[8]。
- 長野駅善光寺口2番乗り場からアルピコ交通21系統日赤線、日赤経由松岡行き・日赤経由大塚南行きに乗車、「水野美術館前」下車。
  - 長野バスターミナル7番乗り場経由。所要約15分。本数は10分から30分毎。終日運行。運賃200円。
- 長野駅東口から徒歩約35分。